# Wang Meiyin
Wang Meiyin (* 26. Dezember 1988) ist ein chinesischer Radrennfahrer.
Wang Meiyin begann seine Karriere 2009 bei dem Continental Team Trek-Marco Polo. 2011 wechselte er zum Hengxiang Cycling Team. In seinem zweiten Jahr bei Hengxiang gewann er bei der Tour of Hainan die Bergwertung. Außerdem wurde er jeweils Zweiter im Einzelzeitfahren und im Straßenrennen der chinesischen Meisterschaft. Bei der Tour de Langkawi 2013 gewann er die dritte Etappe als Solist und trug daraufhin zwei Tage lang das Führungstrikot. Am Ende belegte er in der Gesamtwertung den fünften Rang, wurde somit bester Asiate und gewann er die Bergwertung. 2015 entschied er eine Etappe der Tour of China I für sich. 2016 gewann er die Bergwertung der Tour de Langkawi, war bei beiden Ausgaben der Tour of China bester Chinese sowie bester Asiate bei der Tour of Taihu Lake.
2017 wechselte Wang Meiyin zum Team Bahrain-Merida. Im Jahr darauf gewann er eine Etappe von Hammer Sportzone Limburg.

## Erfolge
2013
- eine Etappe Tour de Langkawi

2015
- eine Etappe Tour of China I

2016
- Bergwertung Tour de Langkawi
- Bester Chinese Tour of China I
- Bester Chinese Tour of China II
- Bester Asiate Tour of Taihu Lake

2018
- eine Etappe Hammer Sportzone Limburg

2020
- Chinesischer Meister – Straßenrennen

## Teams
- 2009 Trek-Marco Polo
- 2010 Marco Polo Cycling Team
- 2011 Hengxiang Cycling Team
- 2012 Hengxiang Cycling Team
- 2013 Hengxiang Cycling Team
- 2014 Hengxiang Cycling Team
- 2015 Hengxiang Cycling Team
- 2016 Wisdom-Hengxiang Cycling Team
- 2017 Bahrain-Merida
- 2018 Bahrain-Merida
- 2019 Bahrain-Merida
- 2020 Hengxiang Cycling Team